# Étranges Libellules
Étranges Libellules — французская компания по разработке компьютерных игр для ПК и различных игровых платформ.

## История
Основана в 1994 году Жан-Мари Назаретом и Эдит Протьери, выходцами из компаний Infogrames и Atari соответственно.

## Список игр
- 2000 — Kirikou (PlayStation, PC — издана Wanadoo Edition)
- 2002 — Pink Panther: Pinkadelic Pursuit (PlayStation, PC — издана Wanadoo Edition)
- 2003 — Asterix & Obelix XXL (PlayStation 2, GameCube, PC — издана Atari)
- 2005 — Asterix & Obelix XXL 2: Mission Las Vegum (PlayStation 2, PC — издана Atari)
- 2007 — Asterix at the Olympic Games (PlayStation 2, Wii, PC, Xbox 360 — издана Atari)
- 2007 — Arthur and the Invisibles (PlayStation 2, PlayStation Portable, Nintendo DS, Game Boy Advance, Windows — издана Atari)
- 2008 — The Legend of Spyro: Dawn of the Dragon (PlayStation 2, PlayStation 3, Wii, Xbox 360 — издана Activision и Sierra Entertainment)
- 2010 — Alice in Wonderland (Wii, PC, Nintendo DS — издана Disney Interactive Studios)
- 2010 — How to Train Your Dragon (Wii, Xbox 360, Playstation 3 — издана Activision)[2]